# 三星鄉 (台灣)
三星鄉（噶瑪蘭語：Pressinowan），舊稱「叭哩沙」，位於臺灣宜蘭縣中部，蘭陽平原西南端，中央山脈西北端。北鄰員山鄉，最東端接五結鄉及羅東鎮，東南鄰冬山鄉，西與西南鄰大同鄉。由於境內土壤肥沃且灌溉便利，為宜蘭縣重要的農業鄉鎮，並以三星蔥、銀柳、卜肉、上將梨等農特產聞名。1970年代則因發現地底具有大量地熱，成為地熱開發的重要地帶，並設有臺灣首座地熱能發電廠清水地熱發電廠。

## 歷史
三星鄉市區一帶舊地名為「叭哩沙」（噶瑪蘭語：Pressinowan），是平埔原住民噶瑪蘭族的語言，意思就是「竹林」。在十七世紀時，這裡是噶瑪蘭族與泰雅族居住的分界；沿著蘭陽溪，再上溯叭哩沙，就進入原住民的獵場。十九世紀時，清朝的軍隊在這裡駐紮，成為一個城鎮。大正九年(1920)，日本政府實施「街庄名改正」後，才正式稱為「三星」，並合併鄰近地區成立羅東郡三星庄。
今員山鄉中華村原屬三星鄉管轄，因與三星鄉其它區域中隔蘭陽溪，1976年7月1日劃歸員山鄉。

## 人口
根據宜蘭縣政府民政處統計，2024年底三星鄉戶數約9.6千戶，人口約2.1萬人，鄉內人口最多與最少的村分別是大隱村與員山村，2024年底兩村人口分別為5,005人與181人；人口密度最高與最低的村亦同，2024年底兩村人口密度分別為每平方公里511人與12人。三星鄉面臨嚴重人口老化與少子化的問題，2024年底時，三星鄉有7.45%是0至14歲人口，70.10%是15至64歲人口，22.45%是65歲以上人口，老化指數約為301.52%，是宜蘭縣幼年人口佔比最低、老化指數最高的行政區。

## 政治

### 歷任首長
| 屆次   | 姓名   | 到任日期       | 卸任日期       | 黨籍       | 備註       |
| ------ | ------ | -------------- | -------------- | ---------- | ---------- |
| 第1屆  | 溫學源 | 1951年8月1日   | 1953年7月31日  |            |            |
| 第2屆  | 陳清江 | 1953年8月1日   | 1956年7月31日  |            |            |
| 第3屆  | 蕭阿華 | 1956年8月1日   | 1960年2月28日  |            |            |
| 第4屆  | 蕭阿華 | 1960年3月1日   | 1964年2月28日  |            |            |
| 第5屆  | 官來壽 | 1964年3月1日   | 1968年2月28日  |            |            |
| 第6屆  | 官來壽 | 1968年3月1日   | 1973年3月31日  |            |            |
| 第7屆  | 簡金鐘 | 1973年4月1日   | 1975年6月23日  |            |            |
| 第8屆  | 簡金鐘 | 1977年12月30日 | 1982年12月29日 |            |            |
| 第9屆  | 陳吳焜 | 1982年12月30日 | 1986年2月28日  | 中國國民黨 |            |
| 第10屆 | 陳吳焜 | 1986年3月1日   | 1990年2月28日  | 中國國民黨 |            |
| 第11屆 | 林永爍 | 1990年3月1日   | 1994年2月28日  | 中國國民黨 |            |
| 第12屆 | 林永爍 | 1994年3月1日   | 1998年2月28日  | 中國國民黨 |            |
| 第13屆 | 魏榮勝 | 1998年3月1日   | 2002年2月28日  | 民主進步黨 | 連任失敗   |
| 第14屆 | 吳順亮 | 2002年3月1日   | 2006年2月28日  | 中國國民黨 | 未爭取連任 |
| 第15屆 | 劉燉亮 | 2006年3月1日   | 2010年2月28日  | 民主進步黨 |            |
| 第16屆 | 劉燉亮 | 2010年3月1日   | 2012年8月23日  | 民主進步黨 | 任內逝世   |
| 第16屆 | 魏榮勝 | 2012年8月27日  | 2012年11月30日 | 民主進步黨 | 代理鄉長   |
| 第16屆 | 黃錫墉 | 2012年12月1日  | 2014年12月24日 | 民主進步黨 | 補選       |
| 第17屆 | 黃錫墉 | 2014年12月25日 | 2018年12月25日 | 民主進步黨 |            |
| 第18屆 | 李志鏞 | 2018年12月25日 | 2022年12月25日 | 中國國民黨 |            |
| 第19屆 | 李志鏞 | 2022年12月25日 | 2023年6月4日   | 中國國民黨 | 因案停職   |
| 第19屆 | 江淳銘 | 2023年6月5日   | 現任           |            | 代理鄉長   |

### 鄉政組織
三星鄉公所是三星鄉最高層級的地方行政機關，在中華民國政府架構中為鄉自治的行政機關，同時負責執行縣政府及中央機關委辦事項，三星鄉的自治監督機關為宜蘭縣政府。鄉長由全體鄉民直接選舉產生，任期為四年，可連選連任一次。三星鄉公所並置鄉政會議，為鄉政最高決策機構，在鄉長之下，設有5課3室等8個內部單位及5個附屬機關。
三星鄉民代表會是三星鄉的最高民意機關，代表三星鄉全體鄉民立法和監察鄉政。鄉民代表由公民直選選出，任期為四年，可連選連任。三星鄉民代表會共有11位鄉民代表，分別為第一選區2席鄉民代表、第二選區2席鄉民代表、第三選區4席鄉民代表、第四選區3席鄉民代表，主席、副主席由11位鄉民代表互選產生。

### 行政區
- 人和村 - 主要聚落有頂紅瓦厝、下紅瓦厝、下破布烏等。
- 大義村 - 主要聚落有頂大義。
- 天山村 - 主要聚落為天送埤市區
- 月眉村 - 主要聚落有三星、番婆洲和九股間等。
- 尚武村 - 主要聚落有中溪洲、虎尾寮。
- 尾塹村 - 主要聚落有清洲、尾塹等。
- 貴林村 - 主要聚落有紅柴林、八王圍、避風城等。
- 義德村 - 主要聚落為三星市區
- 萬德村 - 主要聚落有楓林。
- 大洲村 - 主要聚落為大洲市區
- 大隱村 - 主要聚落有淋漓坑、張公圍、大埔和蚊子坑。
- 天福村 - 主要聚落有天送埤、九層頭等。
- 行健村 - 主要聚落有廣州仔、十九結城、石頭城等。
- 拱照村 - 主要聚落有阿里史、田心、大坑、大湖、槍櫃城等。
- 員山村 - 主要聚落有牛鬥、清水、九芎林等。
- 集慶村 - 主要聚落為三星市區
- 萬富村 - 主要聚落有二萬五。
- 雙賢村 - 主要聚落有破布烏。

| 三星鄉行政區劃 |
|                |

### 警政治安
- 宜蘭縣政府警察局三星分局
  - 太平山派出所
  - 南山派出所
  - 四季派出所
  - 明池派出所
  - 寒溪派出所
  - 牛鬥派出所
  - 大同分駐所
  - 英士派出所
  - 福山派出所
  - 大洲派出所
  - 三星派出所
  - 大隱派出所

### 監獄
- 宜蘭監獄

## 電視媒體
- 生命電視台 LIFE TV總部：是海濤法師弘法志業訊息整合的平台，2004年元月開播。

## 教育

### 專科學校
- 天主教聖母醫護管理專科學校
- 耕莘健康管理專科學校

### 國民中學
- 宜蘭縣立三星國民中學

### 國民小學
- 宜蘭縣三星鄉三星國民小學
- 宜蘭縣三星鄉大隱國民小學
- 宜蘭縣三星鄉大洲國民小學
- 宜蘭縣三星鄉萬富國民小學
- 宜蘭縣三星鄉憲明國民小學

## 交通

### 鐵路

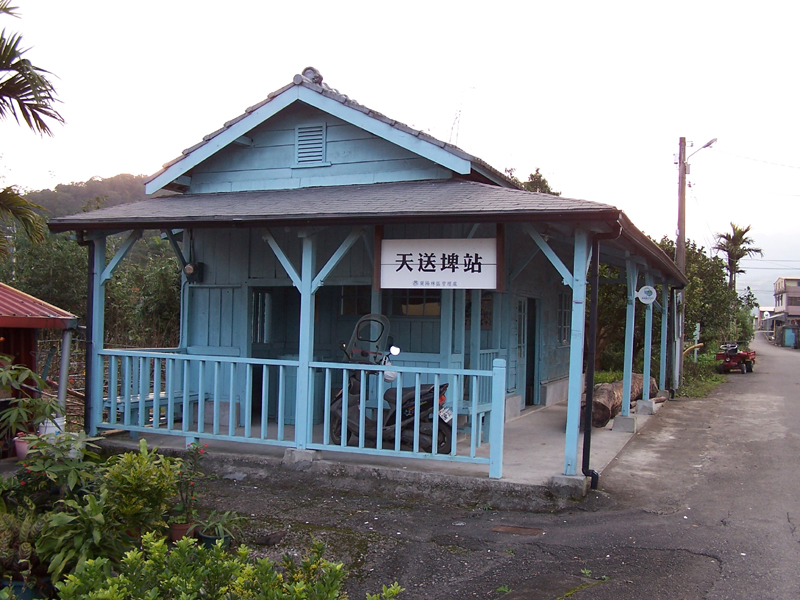
天送埤日式木製車站

- 羅東森林鐵路，1979年廢除。

### 公路
- 台7丙線
- 縣道196號

### 公車資訊
※全線可使用悠遊卡及一卡通付款乘車（不論刷卡購票或車上刷卡）※
- 宜蘭縣市區公車
  - 必須由羅東轉運站轉乘
  - 國光客運
    - 綠17 羅東轉運站－長埤湖
    - 1792 羅東轉運站－三星－天送埤
    - 1793 羅東轉運站－天送埤－牛鬥
    - 1794 羅東轉運站－大洲－三星
    - 1795 羅東轉運站－廣興－寒溪
    - 1795 羅東轉運站－國華國中－寒溪
    - 1796 羅東轉運站－天送埤－松羅
    - 1797 羅東轉運站－岳明新村
    - 1797 羅東轉運站－清水－岳明新村
    - 1798 羅東轉運站－智腦

## 旅遊

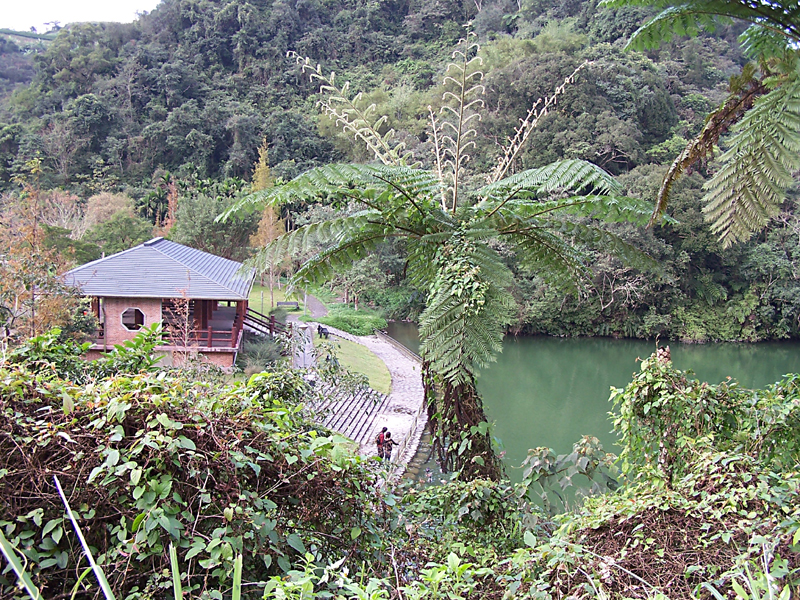
長埤湖涼亭

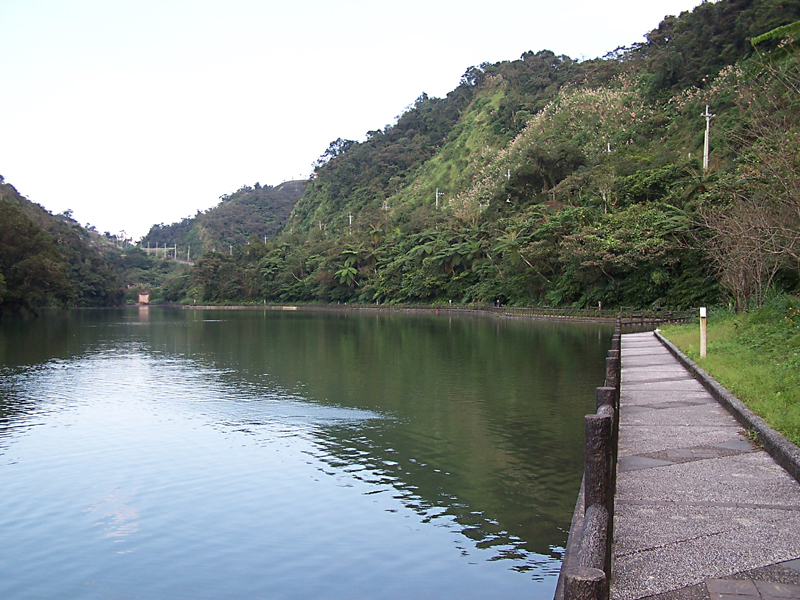
長埤湖風景區

- 安農溪分洪堰風景區
- 安農溪泛舟
- 安農溪步道/自行車道
- 龍泉登山步道
- 草湖玉尊宮
- 拳頭姆步道
- 長埤湖風景區
- 腦寮坑生態教育園區暨古步道
- 三星甘泉寺
- 天送埤車站
- 三星青蔥文化館
- 清水地熱

## 特產
- 三星蔥
- 卜肉
- 上將梨
- 細柱柳（銀柳）
- 文旦柚
- 四季山高冷蔬菜
- 柑橘

## 外部連結
- 三星鄉公所（页面存档备份，存于）
- 三星鄉公所的Facebook專頁
- YouTube上的三星鄉民代表會頻道